# فیلم‌ها (فیلم)
فیلم‌ها (انگلیسی: The Movies) فیلمی به کارگردانی راسکو آرباکل است که در سال ۱۹۲۵ منتشر شد.